# Meitantei Conan - Zero no shikkōnin
Meitantei Conan - Zero no shikkōnin (名探偵コナン ゼロの執行人（しつこうにん）?, Meitantei Konan: Zero no shikkōnin, lett. "Detective Conan - L'esecutore di Zero"), conosciuto anche con il titolo internazionale Detective Conan: Zero the Enforcer, è un film d'animazione del 2018 diretto da Yuzuru Tachikawa.
Si tratta del ventiduesimo film d'animazione dedicato alla serie anime Detective Conan, nonché il ventitreesimo contando anche il crossover Lupin Terzo vs Detective Conan, uscito in Giappone il 13 aprile 2018.

## Trama
Il nuovo stabilimento "Edge of Ocean", situato nella baia di Tokyo, è la nuova sede della riunione del Tokyo Summit. Tre giorni prima della cerimonia di apertura, un totale di ventiduemila agenti di polizia stanno salvaguardando l'enorme stabilimento, mentre si verifica un'improvvisa esplosione su larga scala.
Sul posto giungono a indagare Tooru Amuro e la polizia di pubblica sicurezza della prefettura di Tokyo. Conan è sospettoso di un caso di esplosione avvenuto tre giorni prima della cerimonia di apertura e tiene d'occhio il misterioso comportamento di Amuro, che si muove in segreto. In quel momento, le impronte digitali sono state trovate su prove sulla scena del crimine e corrispondono a quelle di Kogoro, che apparteneva al dipartimento di polizia metropolitana in passato. Viene quindi arrestato come sospettato principale del caso, ma è una cospirazione.
Conan, che crede nell'innocenza di Kogoro, inizia le proprie indagini per catturare il vero colpevole. In seguito, entra in conflitto con la pubblica sicurezza e Amuro, che ha arrestato Kogoro. Viene a conoscenza di uno strano caso di un anno prima, in cui Amuro costrinse il sospettato hacker a suicidarsi. Inoltre, quando si tenta di decidere l'accusa contro Kogoro, un caso di terrorismo esplode simultaneamente nella città di Tokyo. Mentre Conan e la pubblica sicurezza si avvicinano alla cospirazione che nasconde il caso, viene confermato che il giorno del summit è anche quello in cui l'astronave senza equipaggio chiamata "Hakuchō" termina la missione su Marte e ritorna sulla terra.
Nel frattempo, anche Hyoe Kuroda, il nuovo capo della polizia di Tokyo, si sta muovendo.

## Colonna sonora
La sigla finale è Rei-ZERO- (零 -ZERO-?), di Masaharu Fukuyama.

## Distribuzione

### Edizione home video
In Giappone il film è uscito in DVD e Blu-ray il 3 ottobre 2018.

## Accoglienza
Shonen Sunday ha invitato 3.090 persone provenienti da cinque diversi luoghi in Giappone (Tokyo, Osaka, Hokkaidō, Nagoya e Fukuoka) per essere i primi a guardare il nuovo film.